# 臺中洲際棒球場
臺中洲際棒球場（簡稱洲際棒球場或洲際球場）是臺灣臺中市北屯區的一座棒球場，位於崇德路與環中路口，2006年完工，由臺中市政府以ROT方式委由午資開發股份有限公司營運，是臺灣舉辦國際棒球賽事的主要場地之一。目前為中華職棒中信兄弟的主場，多功能運動中心為台灣職業籃球大聯盟（TPBL）福爾摩沙夢想家的主場。

## 歷史
- 2004年，臺中市政府開始興建「臺中市國際標準棒球場」[2][3]。
- 2006年11月9日，完工啟用，啟用初期只完成內野遮雨棚、內野照明、入口美化及貴賓室設施提升等[4]。第一場比賽是「2006年洲際盃棒球賽」韓國對戰菲律賓10比0，緊接著的是中華台北對戰義大利13比3。後紀念啟用後第一場在此比賽的「2006年洲際盃棒球賽」，而改名為「臺中洲際棒球場」[5][6]。
- 2007年底，分別舉辦了世界盃棒球賽及亞洲棒球錦標賽，其中攸關著亞洲區國家是否能進軍2008年北京奧運的亞洲棒球錦標賽由日本以第一名取得了北京奧運的棒球亞洲區資格，其次為韓國、中華台北及菲律賓。
- 2008年
  - 5000個外野座位及二期工程完工，至此場地工程全數完工。
  - 3月，舉辦2008年奧運棒球最終資格排名賽[7]，參賽隊伍包括中華台北、韓國、澳大利亞、加拿大、墨西哥、南非、德國及西班牙，最終由加拿大、韓國及中華台北分別取得前三名，獲得可參加2008北京奧運的資格。
  - 4月19日，作為義大利盲人聲樂家安德烈·波伽利唯一在臺演唱的場地，此為臺中市洲際棒球場首次開放內外野草皮供給觀眾使用，此音樂會座無虛席[8][9]。
  - 7月19日及20日，中華職棒在此舉辦一年一度的明星賽。首場職棒例行賽部分，中華職棒聯盟原定安排4月12日興農牛對兄弟象的比賽成為洲際棒球場首場職棒例行賽，後因舉辦上述波伽利音樂會，故更改場地至行政院體育委員會台中棒球場[10][11]。
- 2009年，透過ROT（承租、經營、移轉）模式，由午陽集團午資開發取得管理營運權[12]。因交通問題，中華職棒2009年度賽事並無賽程安排在洲際棒球場（賽事均在今國立臺灣體育運動大學台中棒球場舉辦）。6月，外野看台加裝座椅，並在遮棚與縫線造型體上安裝LED光廊。7月舉辦中華職棒20年明星賽；8月15日舉辦第14屆IBA世界青少棒錦標賽，最後由美國、古巴、墨西哥取得前三名，中華台北獲得第五名。
- 2010年3月27日至28日，中國大陆導演張藝謀改編的義大利經典歌劇《杜蘭朵公主》於洲際棒球場演出成功[13][14][15]。中華職棒正式於本球場安排例行賽[16]。
- 2011年球季開始大量增加職棒賽程，其中屬地於臺中地區的興農牛在此安排了約三分之一的主場賽事。11月，舉辦2011年亞洲職棒大賽。
- 2012年9月26日，美國職棒大聯盟宣布2013年世界棒球經典賽 - B組預賽將在本球場舉辦。
- 2013年
  - 3月2日至5日，舉辦「2013年世界棒球經典賽 - B組」。3月5日，中華台北對戰韓國的賽事，大聯盟官方統計進場人數為23,431人，超出容納人數3000多人，疑有超賣情形[17]
  - 8月30日至9月8日，舉辦「18U世界盃棒球賽」，因受康芮颱風外圍環流影響使8月30日、31日兩日賽程全部延賽，延至9月1日正式開賽，參賽隊伍包括中華台北、日本、韓國、澳大利亞、美國、加拿大、古巴、墨西哥、哥倫比亞、委內瑞拉、義大利、捷克。
  - 11月15日至20日，舉辦2013年亞洲職棒大賽，參賽國包括中華民國、日本、韓國、澳大利亞、義大利。
- 2014年11月7日，舉辦首屆21U世界盃棒球賽，參賽隊伍包括中華台北、捷克、義大利、韓國、墨西哥、紐西蘭、澳大利亞、日本、荷蘭、尼加拉瓜、委內瑞拉[18]。中國信託人壽取得午資開發40%股權[19]，午資開發依約在球場旁興建符合國際奧會標準的多功能運動場與立體停車場（第一期工程）。[20]
- 2015年3月，中華職棒中信兄弟球團宣佈擁有實際認養權。[21]
- 2015年11月，午資開發進行內野草皮排水重建工程，為首屆世界棒球12強賽做準備。
- 2016年2月，午資開發進行帶狀螢幕、全彩計分板、藏青色系杯架座椅、固定式販賣部、全場環繞音響、外牆新視覺粉刷、洗手間改建等工程，同年3月底完工。
- 2017年2月，立體停車場取得使用執照。多功能運動中心（俗稱迷你蛋）。[22]7月23日，「洲際棒球文創園區」啟用，園區內的臺中多功能運動中心、臺中棒球故事館同步開幕。
- 2018年3月，職棒球隊中信兄弟正式認養洲際棒球場，並花新台幣三千萬元改建球場設置。
- 2018年12月22日、23日、24日、29日、30日和31日以及2019年1月1日、4日、5日和6日，台灣樂團五月天在台中洲際棒球場舉行人生無限公司巡迴演唱會台中最終站，為本場地首次的演唱會演出。
- 2021年7月6日，P. LEAGUE+（PLG）福爾摩沙台新夢想家宣布2021–22年賽季因彰化縣立體育館整修而將主場改至臺中洲際棒球場的迷你蛋多功能運動中心。[23]

## 舉行活動

### 重要賽事
- 中華職棒在該球場首場賽事：2008年10月28日（總冠軍賽）、2010年5月21日（例行賽）
- 中華職棒明星賽：2008年、2009年、2015年、2022年、2023年
- 中華職棒季後挑戰賽：2017年、2022年
- 中華職棒總冠軍賽：2008年、2009年、2010年、2013年、2014年、2015年、2016年、2017年、2019年、2020年、2021年、2022年、2024年
- 2011MLB全明星臺灣大賽
- 亞洲職棒大賽：2011年、2013年
- 世界棒球經典賽：2013年、2023年
- 世界棒球12強賽：2015年、2019年
- U-23世界盃棒球賽：2022年
- 21U世界盃棒球賽：2014年
- 18U世界盃棒球賽：2013年
- 世界青少棒錦標賽：2009年

球場紀錄
- 最少打席之比賽：中華職棒21年第185場例行賽，統一7-ELEVEn獅（0分）對興農牛（1分），統一僅有27次打席。[24][25]

### 演唱會
- 2008年4月19日：義大利盲人聲樂家安德烈·波伽利在臺灣唯一場地
- 2010年3月27日、28日：張藝謀版本「杜蘭朵公主」歌舞劇
- 2018年12月22日－24日、12月29日－31日、2019年1月1日、1月4日－6日：五月天「人生無限公司巡迴演唱會 台中最終站」
- 2022年1月15日、16日、21日-23日：五月天「好好好想見到你」Mayday Fly to 2022 演唱會
- 2023年12月31日、2024年1月1-2日、5-7日五月天回到那一天巡迴演唱會

## 洲際棒球文創園區
園區範圍內除了棒球場外，還包含多功能運動中心、台中棒球故事館、中信兄弟專賣店、假日市集、戶外婚禮廣場與宴展中心以及規劃中的商城（漢神洲際購物中心）。園區由永豐棧酒店、阿秋餐飲事業與麗明營造合組成的好運來公司經營維護。
多功能運動中心
多功能運動中心是一座3層樓建築，1樓是約700坪的宴會廳，最多可容納600人，舉辦中式宴席160桌的大型宴會，或各式規格的國際會議與研討會。3樓多功能會展館，挑高18公尺、設有3,000個座位，原定2019年東亞青年運動會舉重比賽於此舉行。
漢神洲際購物中心
漢神洲際購物中心位於北屯十四期重劃區崇德、環中路口，將興建地上七層、地下四層的建築物，為ROT案的第二期，包含百貨商場、影城、運動商店、俱樂部，商場營業面積達3萬餘坪，停車場面積約達1萬2,744.6坪，合計總面積達4萬3,583坪。百貨商場將由漢神百貨負責經營管理，影城的經營權由秀泰影城和威秀影城積極爭取中，大型宴會廳將由漢神百貨關係企業漢來美食營運，2021年10月動工，預計2025年營運。
圖片集

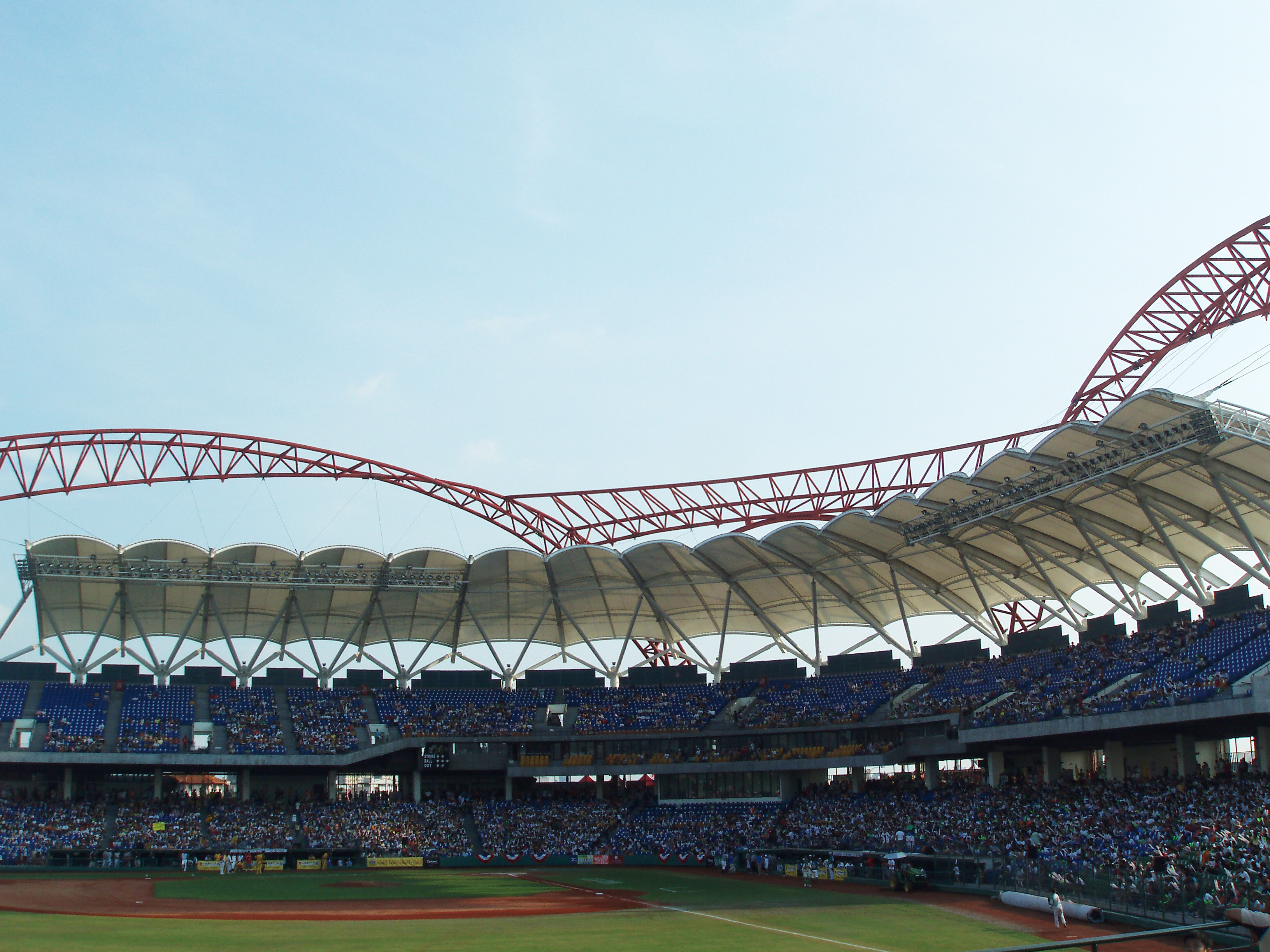
內野觀眾席
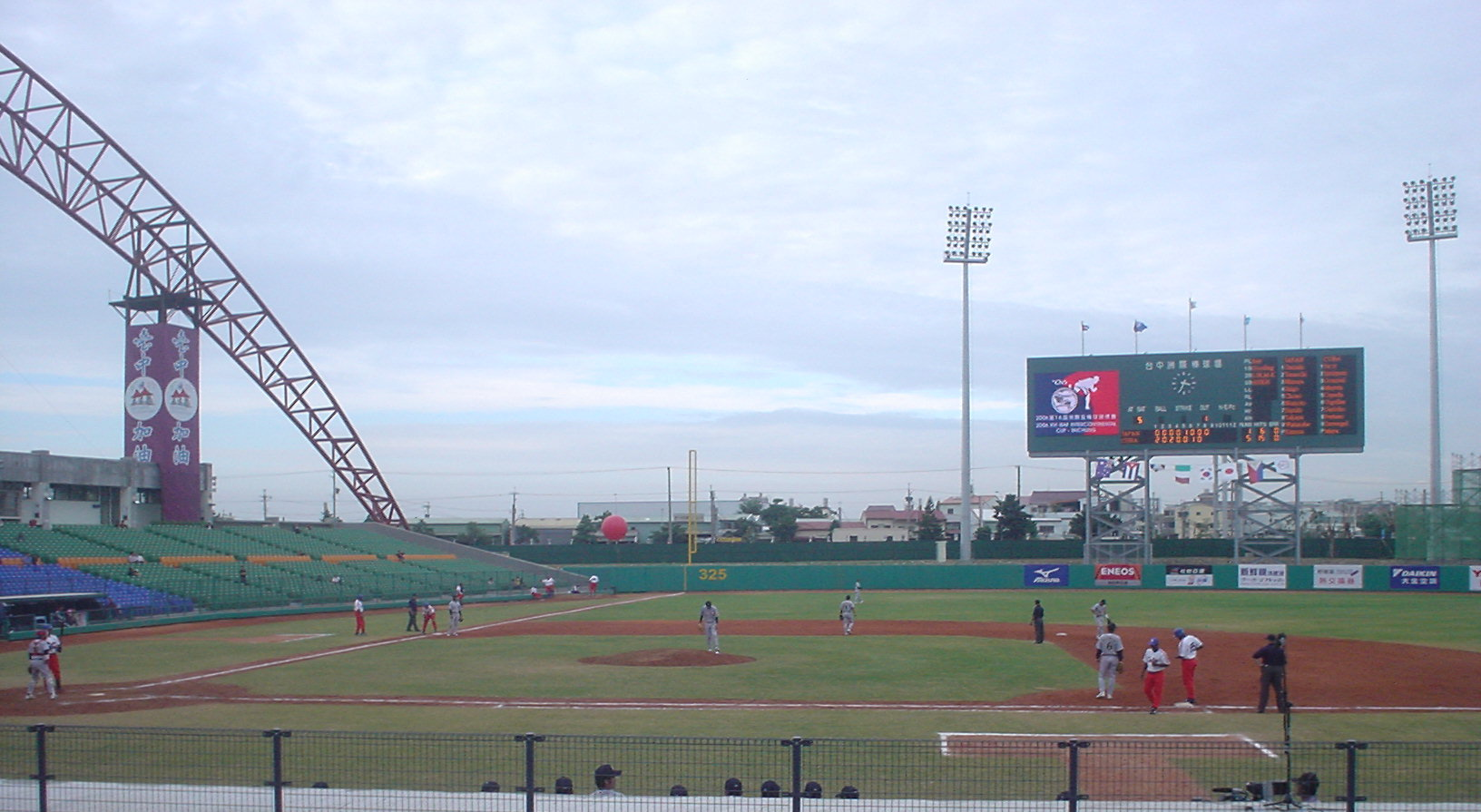
2006年洲際盃棒球賽——日本對古巴之比賽
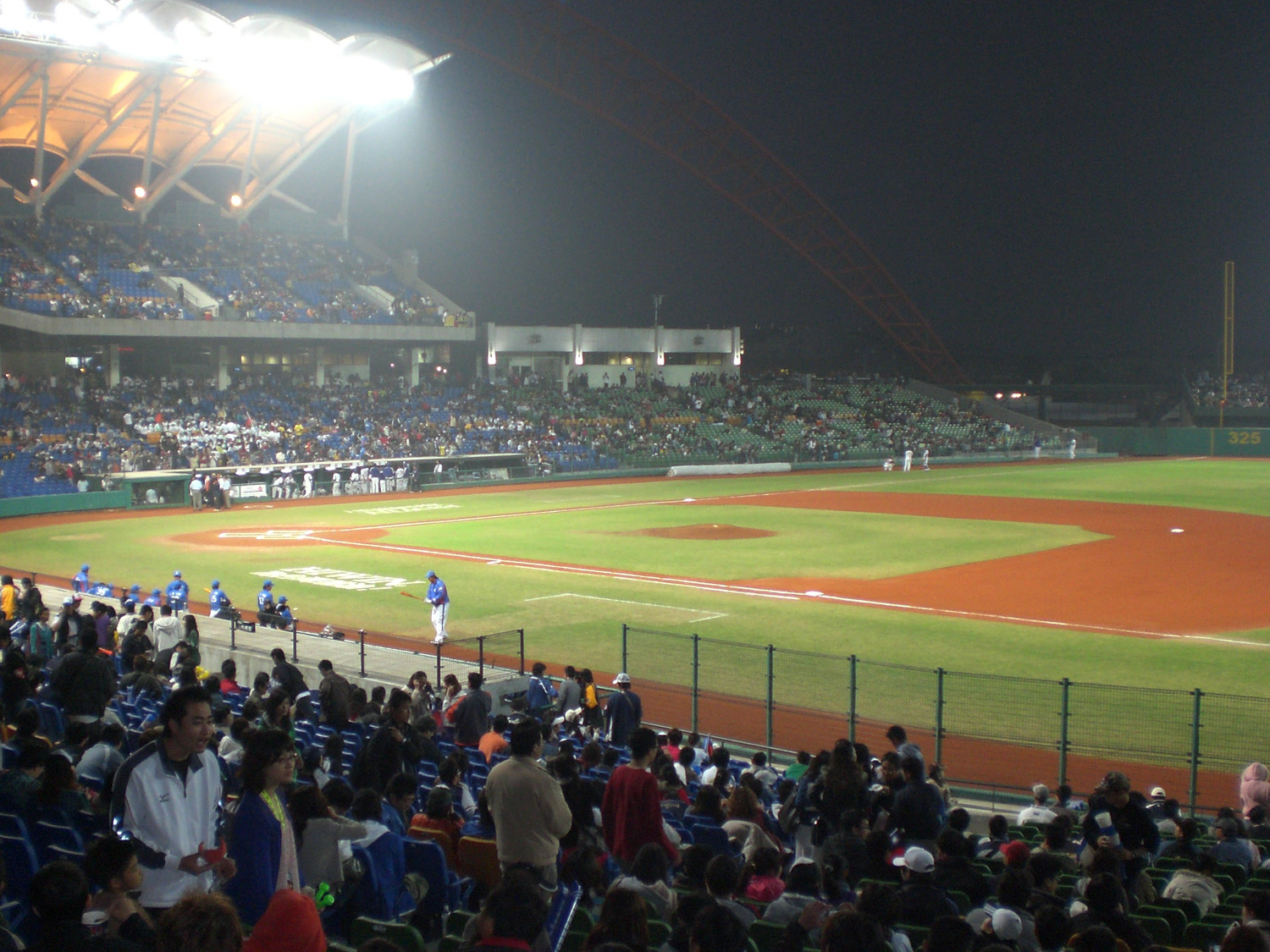
2008奧運棒球最終資格排名賽——韓國對臺灣之比賽
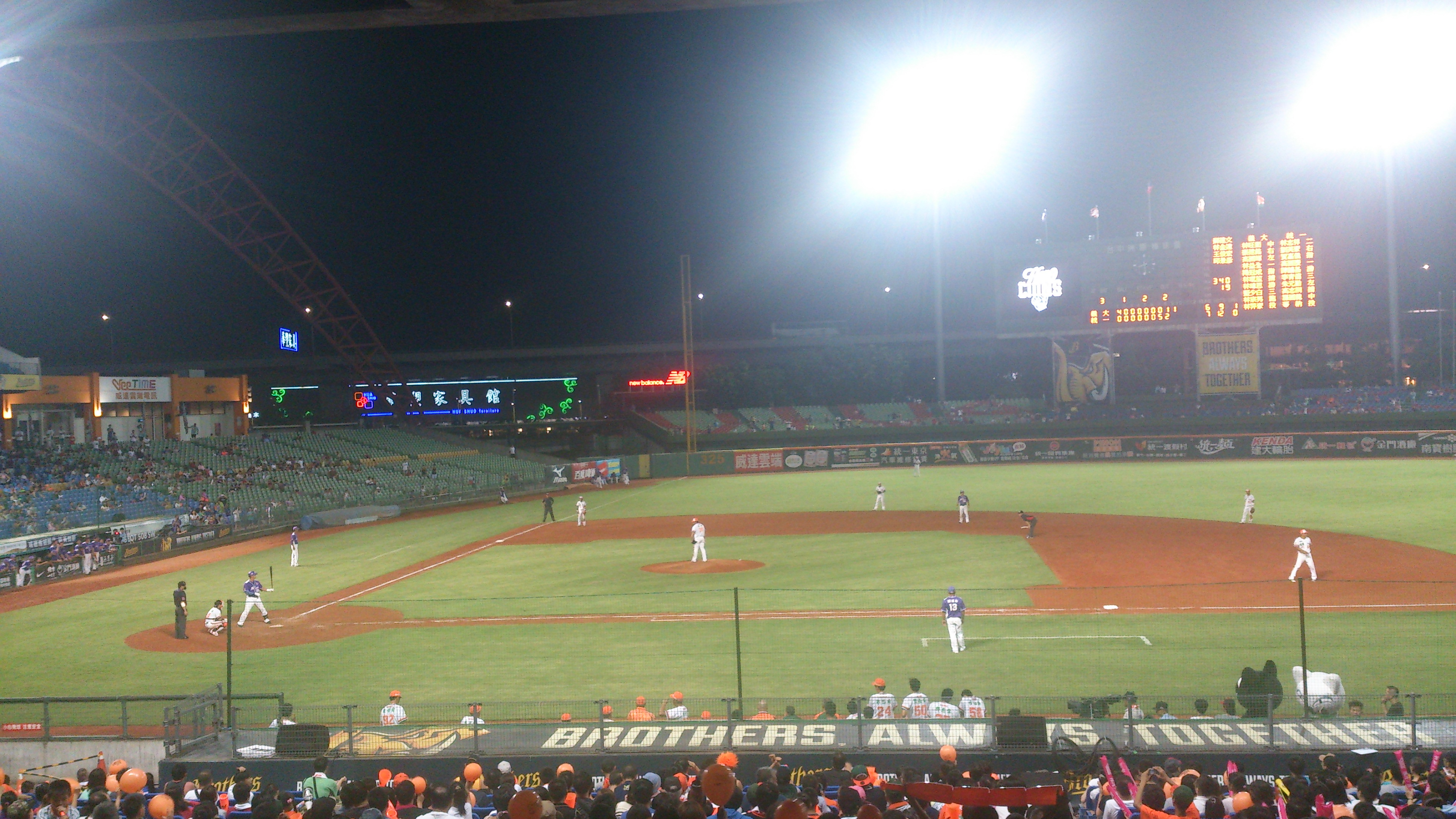
球場（2015年）
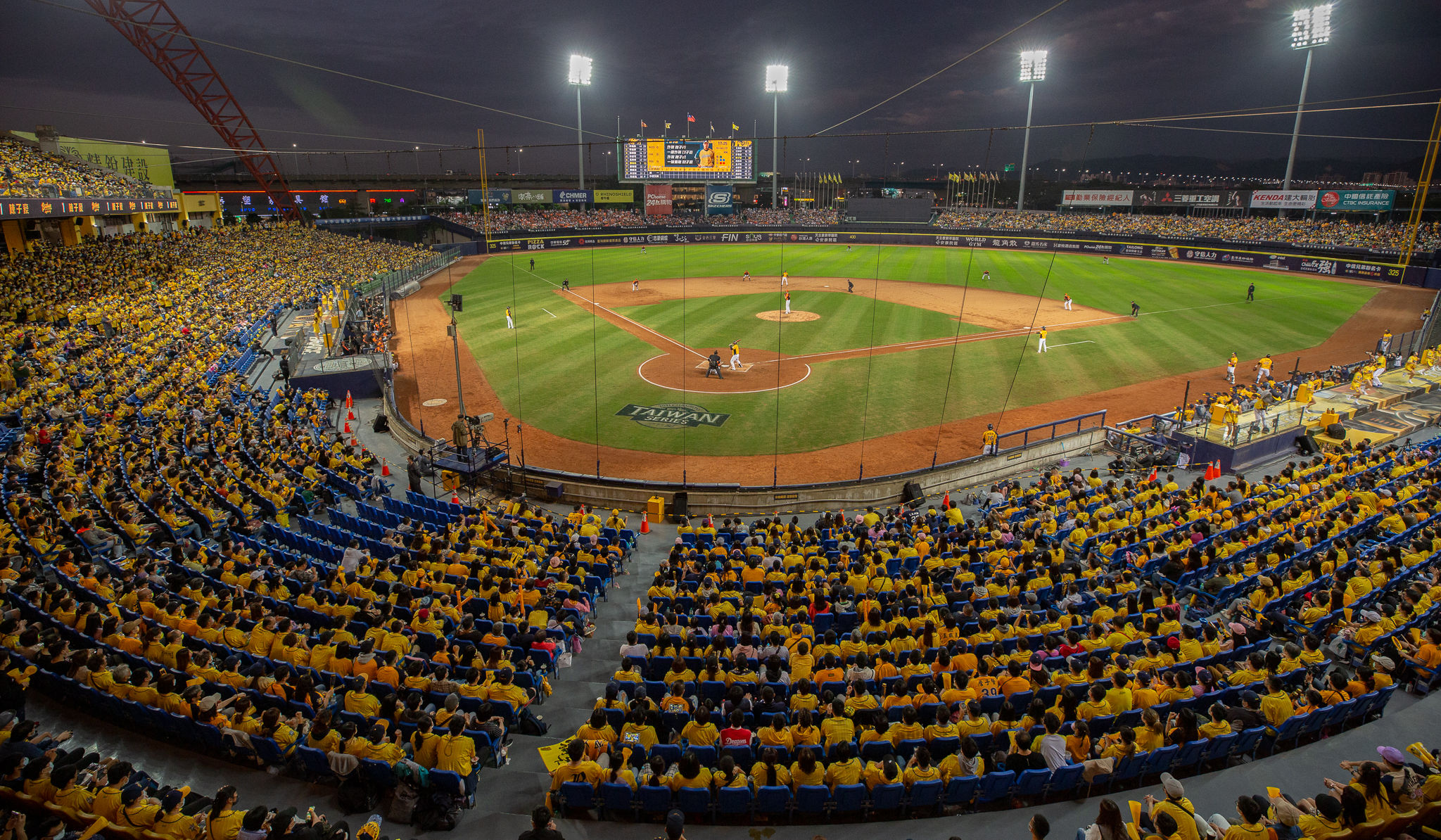
臺中洲際棒球場自2015年起為中信兄弟主場

## 交通

### 大眾運輸
臺中市公車
- 全航客運：58 58副 58區2
- 台中客運、全航客運、豐原客運聯合營運：12
- 中台灣客運：701（700）
- 巨業交通：127

### 中信兄弟主場接駁車
免費接駁車
- 路線1：高鐵臺中站（9號月臺）→洲際棒球場
- 路線2：臺中火車站（台中李方艾美酒店）→洲際棒球場

往程（路線1/路線2）：14:30開始約30分鐘一班16:30發出末班車
返程：（路線1/路線2）：比賽結束後發車，賽後1小時發出末班車
付費接駁車
- 高雄火車站→經技擊館、楠梓、岡山、仁德、新營、嘉義、斗南→洲際棒球場
- 台北自由廣場→經五股、南崁、中壢、新竹→洲際棒球場

往程（路線1/路線2）：12:30/12:00發車
返程：（路線1/路線2）：比賽結束後30分鐘發車

### 臨近道路
- 台74線崇德交流道：高鐵台中站、西屯、大雅、國道一號 ←→ 潭子、太平、大里、霧峰
- 崇德路：北區 ←→ 潭子、豐原
- 環中路：西屯、大雅 ←→ 潭子

## 附註
1. ↑  .   [2013-03-12]. （原始内容存档于2013-03-06） （中文（臺灣））.
2. 1 2  鄭文正. . 台灣棒球運動珍貴新聞檔案數位資料館. 聯合報. 2004-12-08  [2013-03-22]. （原始内容存档于2016-02-05） （中文（臺灣））.
3. 1 2  楊佩純. . NOWnews. 2004-12-09  [2013-03-22] （中文（臺灣））.
4. ↑  楊逸民. . 蘋果日報. 2006-11-09  [2013-03-12]. （原始内容存档于2013-10-02） （中文（臺灣））.
5. ↑  . 大紀元時報. 2006-10-20  [2013-03-12]. （原始内容存档于2013-10-20） （中文（臺灣））.
6. ↑  . 蕃薯藤. 2006-10-20  [2013-03-13]. （原始内容存档于2006-11-08） （中文（臺灣））.
7. ↑  曾雪蒨. . 蘋果日報. 2008-03-04  [2013-03-21]. （原始内容存档于2016-03-04） （中文（臺灣））.
8. ↑  . NOWnews. 2008-04-18  [2013-03-12] （中文（臺灣））.
9. ↑  趙靜瑜. . 大紀元時報. 2008-04-20  [2013-03-12]. （原始内容存档于2016-03-04） （中文（臺灣））.
10. ↑  2008球季上半季賽程公佈 的存檔，存档日期2008-03-05.
11. ↑  4月12日牛象之戰，場地異動至台中球場舉行 的存檔，存档日期2008-06-04.
12. ↑  . 臺中市政府新聞局. 2009-09-24  [2015-10-24] （中文（臺灣））.[]
13. ↑  莊雪屏、劉德芸. . TVBS. 2010-01-14  [2013-03-20]. （原始内容存档于2016-08-14） （中文（臺灣））.
14. ↑  . 中國評論新聞網. 2010-03-11  [2013-03-20]. （原始内容存档于2015-09-23） （中文（臺灣））.
15. ↑  宇若霏. . 蘋果日報. 2010-03-28  [2013-03-20] （中文（臺灣））.
16. ↑  歐建智. . NOWnews. 2010-02-25  [2013-03-20]. （原始内容存档于2013-04-03） （中文（臺灣））.
17. ↑  WBC／23431人擠爆洲際　中華隊賽事3連滿 （页面存档备份，存于），東森新聞網，2013年03月5日
18. ↑  第一屆世界盃21U棒球賽明開打 蔡副市長送太陽餅為選手加油打氣 （页面存档备份，存于），臺中市新聞局，2014-11-06
19. ↑  中信人壽入股 洲際球場將成兄弟象主場 （页面存档备份，存于），中央通訊社，2015/06/10
20. ↑  中「迷你巨蛋」進度僅20% 6月難完工 （页面存档备份，存于），自由時報，2015/05/06
21. ↑  . 華視. 2015-01-07. （原始内容存档于2016-10-27）.
22. ↑  台中迷你蛋6月啟用 可辦藝文活動 （页面存档备份，存于），大紀元，2017-4-9
23. ↑  PLG夢想家新賽季主場 落腳台中洲際 （页面存档备份，存于），中央通訊社，2021-7-6
24. ↑  . 中華職棒大聯盟.   [2013-07-02]. （原始内容存档于2015-07-01） （中文（臺灣））.
25. ↑  林三豐. . 自由時報. 2010-09-30  [2013-07-02]. （原始内容存档于2010-11-01） （中文（臺灣））.

## 外部連結
- 臺中洲際棒球場 （页面存档备份，存于）
- 中華職業棒球大聯盟-臺中市洲際棒球場（（[//web.archive.org/web/20191226220446/http://www.cpbl.com.tw/footer/stadium/F19 页面存档备份，存于） 页面存档备份]，存于） {{Wayback|url=http://www.cpbl.com.tw/footer/stadium/F19 |date=20191226220446 }｝
- 臺中洲際棒球場在台灣棒球維基館上的頁面（繁體中文）